# الحصن
شهر الحصن (به عربی: الحصن) در اربد در کشور اردن واقع شده‌است. جمعیت این شهر ۲۰٫۴۸۵ نفر است.